# Sunamganj (zila)
Sunamganj (en bengalí: সুনামগঞ্জ) es un zila o distrito de Bangladés que forma parte de la división de Sylhet.
Comprende 10 upazilas en una superficie territorial de 3.766 km² : Bishwamvarpur, Chhatak, Derai, Dharampasha, Dowarabazar, Jagannathpur, Jamalganj, Sullah, Sunamganj y Tahirpur.
La capital es la ciudad de Sunamganj.

## Upazilas con población en marzo de 2011[2]
- Bishwambarpur 156,381
- Chhatak 397,642
- Dakshin Sunamganj 183,881
- Derai 243,690
- Dharamapasha 223,202
- Dowarabazar 228,460
- Jagannathpur 259,490
- Jamalganj 167,260
- Shalla 113,743
- Sunamganj Sadar 279,019
- Tahirpur 215,200

## Demografía
Según estimación 2010 contaba con una población total de 2.321.384 habitantes.

## Educación
Facultad de Medicina de Bangabandhu